# Bítið Fast í Vítið
Bítið Fast í Vítið lanzado en 1982, fue el primer álbum de Tappi Tíkarrass, una banda de punk islandesa.

## Lista de canciones
Side 1
1. "Ottar" – 2:32
2. "Lok-Lað" – 2:18
3. "Iltí Ební" – 2:19

Side 2
1. "London" – 2:08
2. "Fa-Fa" – 2:28

- Datos: Q3480567